# فرنسيسكو دي كارفاغال
فرنسيسكو دي كارفاغال هو مستكشف وعسكري وسياسي إسباني، ولد في 1464 في Rágama ‏ في إسبانيا، وتوفي في 10 أبريل 1548 في قلعة ساكسايهوامان في بيرو بسبب قطع الرأس.